# Coelocrossa
Coelocrossa är ett släkte av fjärilar. Coelocrossa ingår i familjen mätare.
Kladogram enligt Catalogue of Life:
| Coelocrossa | \| \| Coelocrossa drepanucha \| \| \| \| \| \| Coelocrossa hypocrocea \| \| \| \| \| \| Coelocrossa leptoxantha \| \| \| \| |
|             | \| \| Coelocrossa drepanucha \| \| \| \| \| \| Coelocrossa hypocrocea \| \| \| \| \| \| Coelocrossa leptoxantha \| \| \| \| |
|             | Coelocrossa drepanucha |
|             | |
|             | Coelocrossa hypocrocea |
|             | |
|             | Coelocrossa leptoxantha |
|             | |